# 水曲柳站
水曲柳站位于中国吉林省吉林市舒兰市水曲柳镇，建于1933年，为沈阳铁路局管辖的四等站。经过的铁路有拉滨铁路。

## 业务办理
不办理任何客运业务。货运业务办理整车到发。